# جفری میلر (روان‌شناس)
جفری میلر (انگلیسی: Geoffrey Miller; ۱۹۶۵ (۵۹–۶۰ سال)  ) دانشمند در زمینه روان‌شناسی فرگشتی اهل ایالات متحده آمریکا بود.
وی همچنین برندهٔ جوایزی همچون جایزه ایگ‌نوبل شده‌است.